# Geladeira inteligente
Uma geladeira inteligente (português brasileiro) ou frigorífico inteligente (português europeu) é uma geladeira com ligação à Internet. Esse tipo de geladeira geralmente é equipado para determinar a si mesmo sempre que um alimento precisa ser reabastecido.

## História
No final dos anos 1990 e início dos anos 2000, a ideia de conectar eletrodomésticos à Internet (Internet das coisas) havia se popularizado e era vista como a próxima grande novidade. Em junho de 2000, a LG lançou a primeira geladeira com internet do mundo, a Internet Digital DIOS. Essa geladeira foi um produto malsucedido porque os consumidores a consideraram desnecessária e cara (mais de US$ 20.000).